# Chusclan
Chusclan là một xã trong tỉnh Gard thuộc vùng Occitanie, phía nam nước Pháp. Xã Chusclan nằm ở khu vực có độ cao trung bình 38 mét trên mực nước biển.